# Cirina
Cirina is een geslacht van vlinders van de familie nachtpauwogen (Saturniidae), uit de onderfamilie Saturniinae.

## Soorten
- C. butyrospermi Vuillet, 1911
- C. forda (Westwood, 1849)